# (11438) Zeldovich
(11438) Zeldovich (1973 QR1) – planetoida z grupy pasa głównego asteroid okrążająca Słońce w ciągu 3,25 lat w średniej odległości 2,19 j.a. Odkryta 29 sierpnia 1973 roku.